# Scopula minorata
Scopula minorata is een vlinder uit de familie spanners (Geometridae). De wetenschappelijke naam is voor het eerst geldig gepubliceerd in 1833 door Boisduval.
De soort komt voor in Europa en tropisch Afrika.

## Ondersoorten
- Scopula minorata minorata
- Scopula minorata corcularia (Rebel, 1894)
- Scopula minorata ochroleucaria (Herrich-Schäffer, 1847)
- Scopula minorata tripolitana (Sterneck, 1933)